# Gutierre Joaquín Vaca de Guzmán

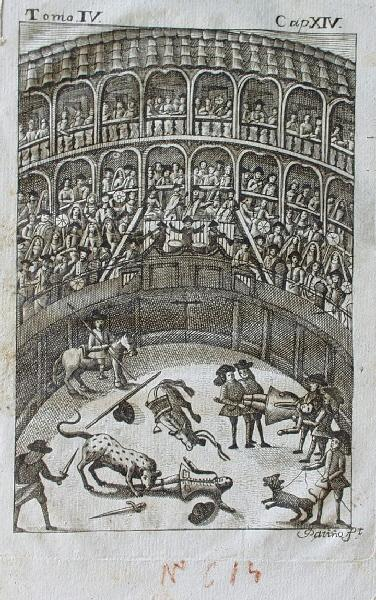
De la lucha de tigres, ilustración de José Patiño para el cuarto tomo de los Viages de Enrique Wanton a las tierras incógnitas australes y al país de las monas, Madrid, 1778.

Gutierre Joaquín Vaca de Guzmán (Marchena, 1733 - Madrid, 1804) fue un abogado y escritor ilustrado español, hermano del poeta José María Vaca de Guzmán.

## Biografía
Doctor en Derecho, fue alcalde del Crimen en Granada (1778) y Censor de la Sociedad Económica de Granada. Murió en Madrid en 1804 siendo Alcalde de Casa y Corte.

## Obras
Tradujo bajo el pseudónimo de "Joaquín Guzmán y Manrique" la novela fantástico-utópica del italiano de origen armenio Zaccaria Seriman (1708-1784), Viaggi di Enrico Wanton alle terre incognite australi ed ai regni delle Scimmie e dei Cinocefali (Venecia, 1749) en cuatro volúmenes; pero los dos últimos, según indicó Juan Sempere y Guarinos, los publicó como "Suplementos", son originales y una sátira de las costumbres españolas de su tiempo; por ejemplo, en el cuarto volumen aparece una "Lucha de tigres" que es un ataque a la fiesta nacional de los toros. El título general de la obra es Los viages de Enrique Wanton a las tierras incógnitas australes y al país de las Monas; donde se expresan las costumbres, carácter, ciencias y policía de estos extraordinarios habitantes; traducidos del idioma inglés al italiano, y de este al español por don Joaquín Guzmán y Manrique (Alcalá de Henares: María García Briones, 1769, 4 vols. Alcanzó cuatro ediciones más (1778, 1800, 1831 y 1846) y se inscribe en el género de los viajes satíricos imaginarios dieciochescos que escribieron Jonathan Swift y Voltaire. 
De su pragmatismo ilustrado da fe su Dictamen sobre la utilidad, o inutilidad de la excavación del Pozo-Airon, y nueva abertura de otros pozos, cuevas, y zanjas para evitar los terremotos (Granada: En la Imprenta de la Santísima Trinidad, 1779), entregado a la Sociedad Económica de Granada con la intención de desaconsejar ese tipo de medidas preventivas.